# Distrito de Lovaina
El Distrito de Lovaina (en neerlandés: Arrondissement Leuven; en francés: Arrondissement de Louvain) es uno de los dos distritos de los que se compone la provincia belga de Brabante Flamenco. Se ubica al este de la Región de Bruselas-Capital, posee una superficie de 1.168,83 km² y una población (a 1 de enero de 2015) de 496.969 habitantes.

## Municipios
El distrito se compone de los siguientes municipios:
- Aarschot
- Begijnendijk
- Bekkevoort
- Bertem
- Bierbeek
- Boortmeerbeek
- Boutersem
- Diest
- Geetbets
- Glabbeek
- Haacht
- Herent
- Hoegaarden
- Holsbeek
- Huldenberg
- Keerbergen
- Kortenaken
- Kortenberg
- Landen
- Leuven
- Linter
- Lubbeek
- Oud-Heverlee
- Rotselaar
- Scherpenheuvel-Zichem
- Tervuren
- Tielt-Winge
- Tienen
- Tremelo
- Zoutleeuw

## Submunicipios
El distrito se compone de los siguientes municipios o deelgemeente:
- Aarschot
- Assent
- Attenhoven
- Attenrode
- Averbode
- Baal
- Begijnendijk
- Bekkevoort
- Bertem
- Betekom
- Bierbeek
- Binkom
- Blanden
- Boortmeerbeek
- Bost
- Boutersem
- Budingen
- Bunsbeek
- Deurne
- Diest
- Dormaal
- Drieslinter
- Duisburg
- Eliksem
- Erps-Kwerps
- Everberg
- Ezemaal
- Geetbets
- Gelrode
- Glabbeek-Zuurbemde
- Goetsenhoven
- Grazen
- Haacht
- Haasrode
- Hakendover
- Halle-Booienhoven
- Helen-Bos
- Herent
- Hever
- Heverlee
- Hoegaarden
- Hoeleden
- Holsbeek
- Houwaart
- Huldenberg
- Kaggevinne
- Kapellen
- Keerbergen
- Kerkom
- Kersbeek-Miskom
- Kessel-Lo
- Korbeek-Dijle
- Korbeek-Lo
- Kortenaken
- Kortenberg
- Kortrijk-Dutsel
- Kumtich
- Laar
- Landen
- Langdorp
- Leefdaal
- Leuven
- Linden
- Loonbeek
- Lovenjoel
- Lubbeek
- Meensel-Kiezegem
- Meerbeek
- Meldert
- Melkwezer
- Messelbroek
- Molenbeek-Wersbeek
- Molenstede
- Neerhespen
- Neerijse
- Neerlanden
- Neerlinter
- Neervelp
- Neerwinden
- Nieuwrode
- Oorbeek
- Oplinter
- Opvelp
- Orsmaal-Gussenhoven
- Ottenburg
- Oud-Heverlee
- Outgaarden
- Overhespen
- Overwinden
- Pellenberg
- Ransberg
- Rillaar
- Roosbeek
- Rotselaar
- Rummen
- Rumsdorp
- Schaffen
- Scherpenheuvel
- Sint-Agatha-Rode
- Sint-Joris-Weert
- Sint-Joris-Winge
- Sint-Margriete-Houtem
- Sint-Pieters-Rode
- Testelt
- Tervuren
- Tielt
- Tienen
- Tildonk
- Tremelo
- Vaalbeek
- Veltem-Beisem
- Vertrijk
- Vissenaken
- Vossem
- Waanrode
- Waasmont
- Walsbets
- Walshoutem
- Wange
- Webbekom
- Werchter
- Wespelaar
- Wezemaal
- Wezeren
- Willebringen
- Wilsele
- Winksele
- Wommersom
- Zichem
- Zoutleeuw

- Datos: Q93392